# 余国柱
余國柱（1624-1697），字兩石，湖北武昌府大冶縣人，清朝政治人物、進士出身。

## 生平
順治九年（1652年）進士，授兗州府推官，轉戶部主事，後依附納蘭明珠，“勢焰熏灼，輝赫萬里”，凡內閣票擬，皆由明珠指使，余國柱承其風旨。康熙二十年（1681年），由戶科給事中擢拔為左副都御史，不久，出任江宁巡抚。转左都御史，改任户部尚书。余国柱每年都要馈献明珠万金，習以为常。康熙二十九年（1690年），授武英殿大學士。又陰謀誣陷熊賜履，人稱“余秦檜。”
康熙二十七年（1688年），郭琇彈劾納蘭明珠、余國柱“植黨類以樹私，竊威福以惑眾”，列举罪行八款，并说“汉人之总揽者，则余国柱，结为死党，寄以腹心。”被參劾罷政。後又在江寧（今南京）大興土木，為給事中何金蘭所劾。被逐回原籍，卒於家中。